# Sture Nilsson (1924–1990)
Sture David Valentin Nilsson, född 14 september 1924 i Linköping, död 5 april 1990 i Vällingby, var en svensk målare. 
Han var son till verkmästaren David Nantel Nilsson och Carin Matilda Nilsson, från 1947 gift med Eva Elvira Elisabeth Spångberg.
Nilsson studerade vid Stockholms konstskola 1954–1955 och Signe Barths målarskola i Stockholm 1955–1957. Separat har han ställt ut i bland annat Stockholm, Linköping, Södertälje och Karlskoga och han medverkade i ett flertal jurybedömda samlingsutställningar samt med Skånes konstförenings utställningar i Malmö och Liljevalchs Stockholmssalong.
Hans konst består av landskap, stilleben, figurer och emaljmålningar. Vid sidan av sitt eget skapande var han lärare i emaljteknik 1973–1982.
Nilsson har utfört offentliga utsmyckningsuppdrag i bland annat Kinna, Sundsvall, Akalla, Karlskoga, Solna och Stockholm.
Sture Nilsson är representerad vid Östergötlands museum samt i ett flertal kommuner och landsting. Han är gravsatt i minneslunden på Bromma kyrkogård.